# Mausoleo de Karazhartas

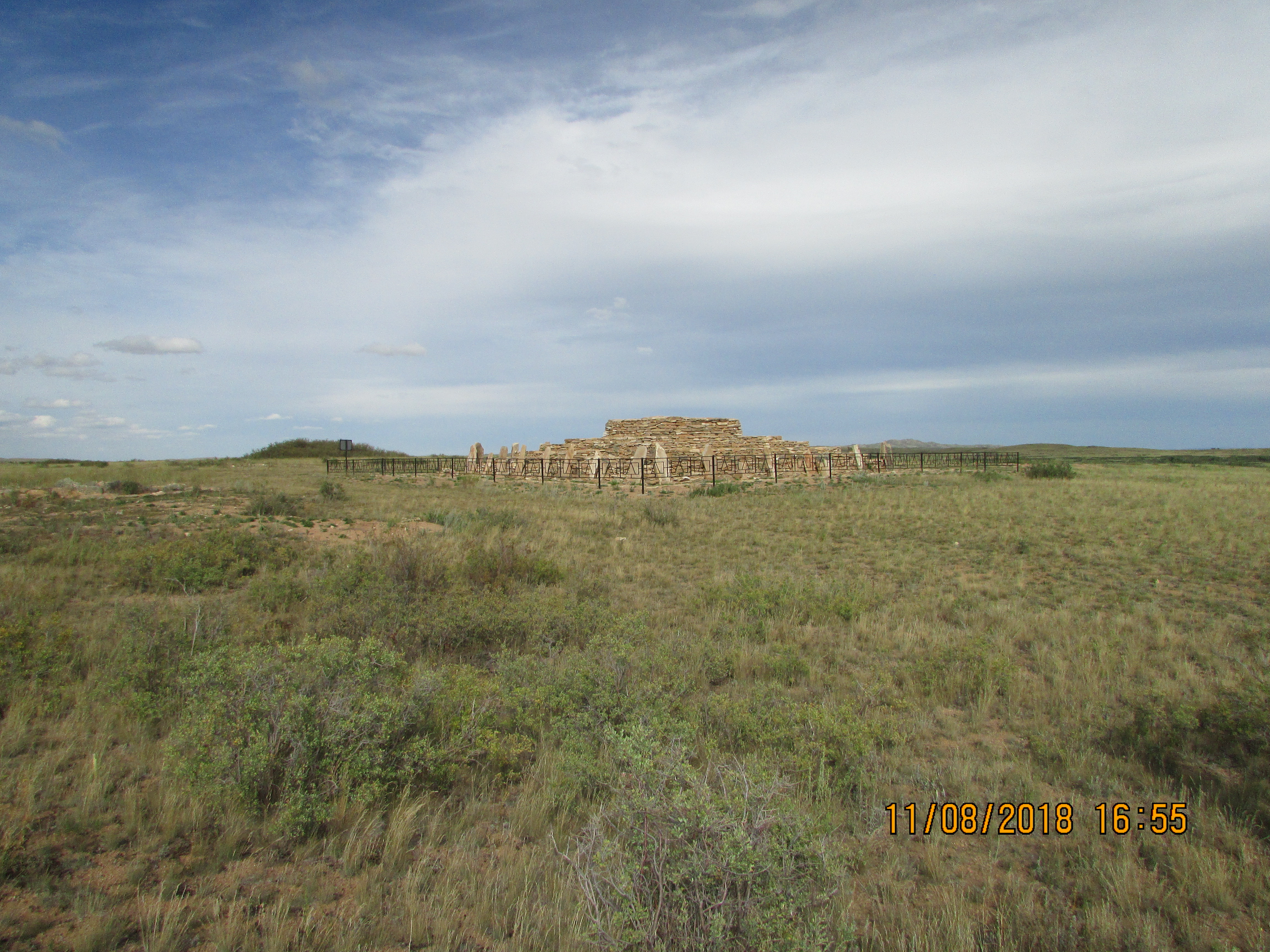
Vista de los alrededores del mausoleo de Karazhartas. Edad de Bronce en la región de Shet,

El mausoleo de Karazhartas, pirámide de Karazhartas o pirámide de la cultura Begazy es uno de los monumentos megalíticos de la cultura Begazy-Dandybai de la Edad del Bronce Final. Está situado en las estepas de Asia Central, en la margen derecha del río Taldy, a 2 km al oeste del pueblo de Zhanazhurt y a 12 km al este del pueblo de Taldy, en el territorio del distrito rural de Taldinsky del distrito de Shet de la provincia de Karagandá en el actual Kazajistán.

## Historia
Los trabajos de excavación sobre el monumento se llevaron a cabo en 2016-2017 por el arqueólogo Igor Alekseevich Kukushkin del "Instituto Arqueológico de Saryarka". La necrópolis de Karazhartas tiene 41 estructuras de la Edad del Bronce Final y la Edad del Hierro Temprana. Además del complejo funerario de la élite, las excavaciones encontraron otras 12 estructuras de estatus social más bajo. Según la datación por radiocarbono realizada en el laboratorio CHRONO de la Queen's University Belfast (Irlanda del Norte), se comprobó que la necrópolis funcionó durante los siglos XV-XIV a. C.

## Descripción
El mausoleo, en forma de pirámide escalonada con 5-6 hiladas de muros, tiene unas dimensiones de 14x14,5 metros. Para su construcción se empleó mampostería con revestimiento posterior de losas de granito macizo a lo largo del perímetro. En la cámara funeraria, los arqueólogos hallaron un cráneo perteneciente a un gobernante local, miembro de la nobleza tribal de la sociedad Begazy-Dandybai que fue enterrado allí.
Se han hallado huesos de oveja y caballo encontrados en diferentes niveles de relleno de la tumba, posiblemente asociados con ceremonias sacrificales, tradicionales de las tribus esteparias. También puntas de flecha de bronce, un anillo de oro y fragmentos de cerámica del Bronce Final.
El mausoleo examinado es la estructura más grande y estructuralmente compleja de la Edad del Bronce Final en el Kazajistán Central.

## Divulgación del yacimiento
El yacimiento fue noticia en 2016 debido a una serie de informaciones periodísticas sensacionalistas que hablaban de la "pirámide más antigua del mundo", más antigua que la pirámide de Dyoser, aunque, en realidad, la estructura es más de mil años más joven.